# Senago
Senago település Olaszországban, Lombardia régióban, Milánó megyében. Lakosainak száma 21 372 fő (2023. január 1.). Senago Cesate, Garbagnate Milanese, Paderno Dugnano, Bollate és Limbiate községekkel határos.

## Népesség
A település lakossága az elmúlt években az alábbi módon változott:
| Lakosok száma | 21 357 | 21 527 | 21 500 | 21 372 |
|               | 2013   | 2017   | 2018   | 2023   |